# Regionale raad (Israël)

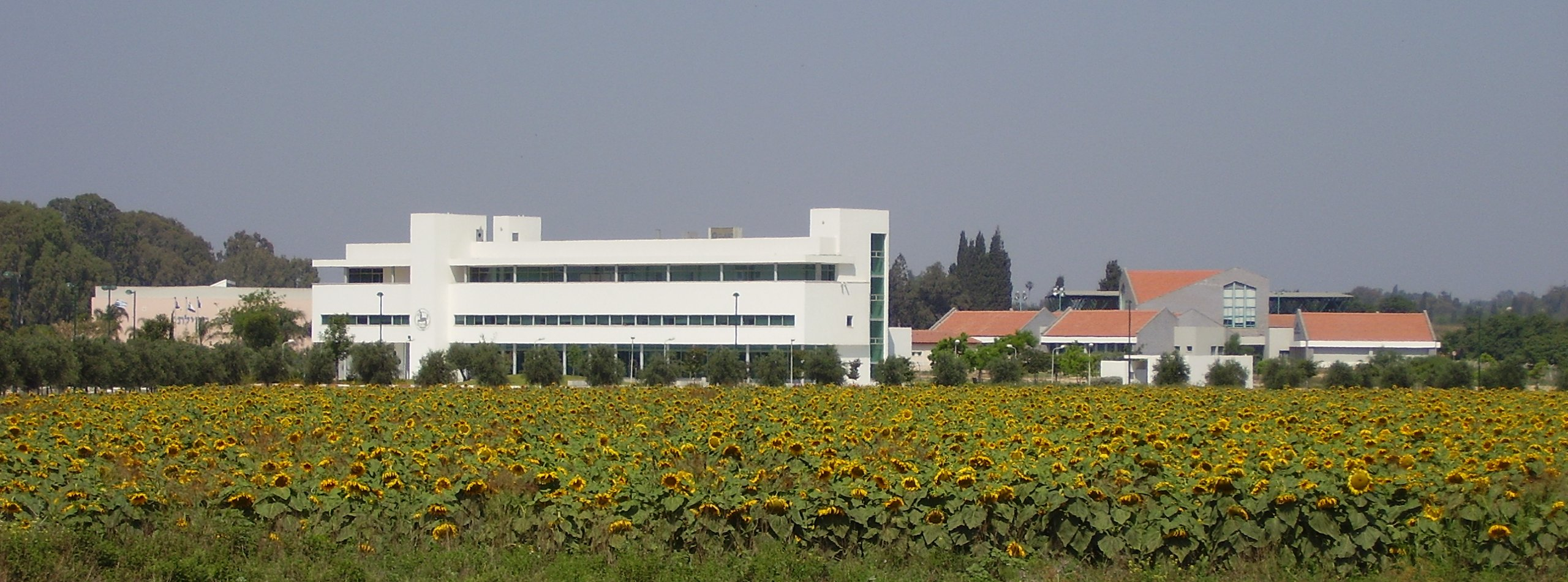
Gebouw van een regionale raad

De regionale raad in Israël is een van de drie vormen van een lokaal bestuur (vergelijkbaar met een gemeente) erkend door Israël. De andere twee zijn de steden en de lokale raad.
In 2003 waren er 53 regionale raden in Israël. De regionale raden omvatten de vertegenwoordiging van tussen de 3 en 54 plaatsen. Elke plaats binnen een regionale raad heeft gewoonlijk minder dan 2000 inwoners en worden door een lokale commissie geleid. Deze commissie stuurt vertegenwoordigers naar de beherende regionale raad evenredig aan de grootte van hun lidmaatschap en volgens een index die vóór elke verkiezing wordt bevestigd. De plaatsen zonder een administratieve raad sturen geen vertegenwoordigers naar de regionale raad. Vertegenwoordigers van een nederzetting worden gekozen door middel van een verkiezing.

## Lijst van regionale raden
| Raad!                                 | District         |
| ------------------------------------- | ---------------- |
| Regionale raad Abu Basma              | Zuid             |
| Regionale raad van Alona              | Haifa            |
| Regionale raad van al-Batuf           | Noord            |
| Regionale raad van Beër Tuvia         | Zuid             |
| Regionale raad van Beit She'an vallei | Noord            |
| Regionale raad van Bnei Shimon        | Zuid             |
| Regionale raad van Brenner            | Centraal         |
| Regionale raad van Bustan al-Marj     | Noord            |
| Regionale raad van Centraal Arava     | Zuid             |
| Regionale raad van Drom HaSjaron      | Centraal         |
| Regionale raad Esjkol                 | Zuid             |
| Regionale raad van Lager Galilea      | Noord            |
| Regionale raad van Hoger Galilea      | Noord            |
| Regionale raad van Gan Raveh          | Centraal         |
| Regionale raad van Gederot            | Centraal         |
| Regionale raad van Gezer              | Centraal         |
| Regionale raad van Gilboa             | Noord            |
| Regionale raad van Golan              | Noord            |
| Regionale raad van Gush Etzion        | Judea en Samaria |
| Regionale raad van Har Hebron         | Judea en Samaria |
| Regionale raad van de Hefervallei     | Centraal         |
| Regionale raad van Hevel Eilot        | Zuid             |
| Regionale raad van Hevel Modi'in      | Centraal         |
| Regionale raad van Hevel Yavne        | Centraal         |
| Regionale raad van Hof Ashkelon       | Zuid             |
| Regionale raad van Hof HaCarmel       | Haifa            |
| Regionale raad van Hof HaSharon       | Centraal         |
| Regionale raad van de Jizreëlvallei   | Noord            |
| Regionale raad van Emek HaYarden      | Noord            |
| Regionale raad van Bik'at HaYarden    | Judea en Samaria |
| Regionale raad van Lakhish            | Zuid             |
| Regionale raad van Lev HaSharon       | Centraal         |
| Regionale raad van de Lodvallei       | Centraal         |
| Regionale raad van Ma'ale Yosef       | Noord            |
| Regionale raad van Mateh Asher        | Noord            |
| Regionale raad van Mateh Binyamin     | Judea en Samaria |
| Regionale raad van Mateh Yehuda       | Jeruzalem        |
| Regionale raad van Megiddo            | Noord            |
| Regionale raad van Megilot            | Judea en Samaria |
| Regionale raad van Menashe            | Haifa            |
| Regionale raad van Merhavim           | Zuid             |
| Regionale raad van Merom HaGalil      | Noord            |
| Regionale raad van Mevo'ot HaHermon   | Noord            |
| Regionale raad van Misgav             | Noord            |
| Regionale raad van Nahal Sorek        | Centraal         |
| Regionale raad van Ramat HaNegev      | Noord            |
| Regionale raad van Sha'ar HaNegev     | Noord            |
| Regionale raad van Sdot Negev         | Zuid             |
| Regionale raad van Shafir             | Zuid             |
| Regionale raad van Shomron            | Judea en Samaria |
| Regionale raad van Tamar              | Zuid             |
| Regionale raad van Yoav               | Zuid             |
| Regionale raad Zevoeloen              | Haifa            |

## Vroegere regionale raden
| Raad                               | District |
| ---------------------------------- | -------- |
| Regionale raad van centraal Sharon |          |
| Regionale raad van Ef'al           | Tel Aviv |
| Regionale raad van Hadar HaSharon  | Centraal |
| Regionale raad van Hof Aza         | Zuid     |
| Regionale raad van Kiryat Ono      |          |
| Regionale raad van Mif'alot Afek   |          |
| Regionale raad van Noord Sharon    | Centraal |
| Regionale raad van Tel Mond        |          |
| Regionale raad van Yarkon          |          |